# Dinmuchamed Qonajew
Dinmuchamed Achmetuly Qonajew (* 30. Dezember 1911jul. / 12. Januar 1912greg. in Werny, heute Almaty; † 22. August 1993 in Almaty) war ein kommunistischer Politiker und von den 1960er bis 1980er Jahren politisches Oberhaupt der Kasachischen SSR der Sowjetunion.

## Biografie

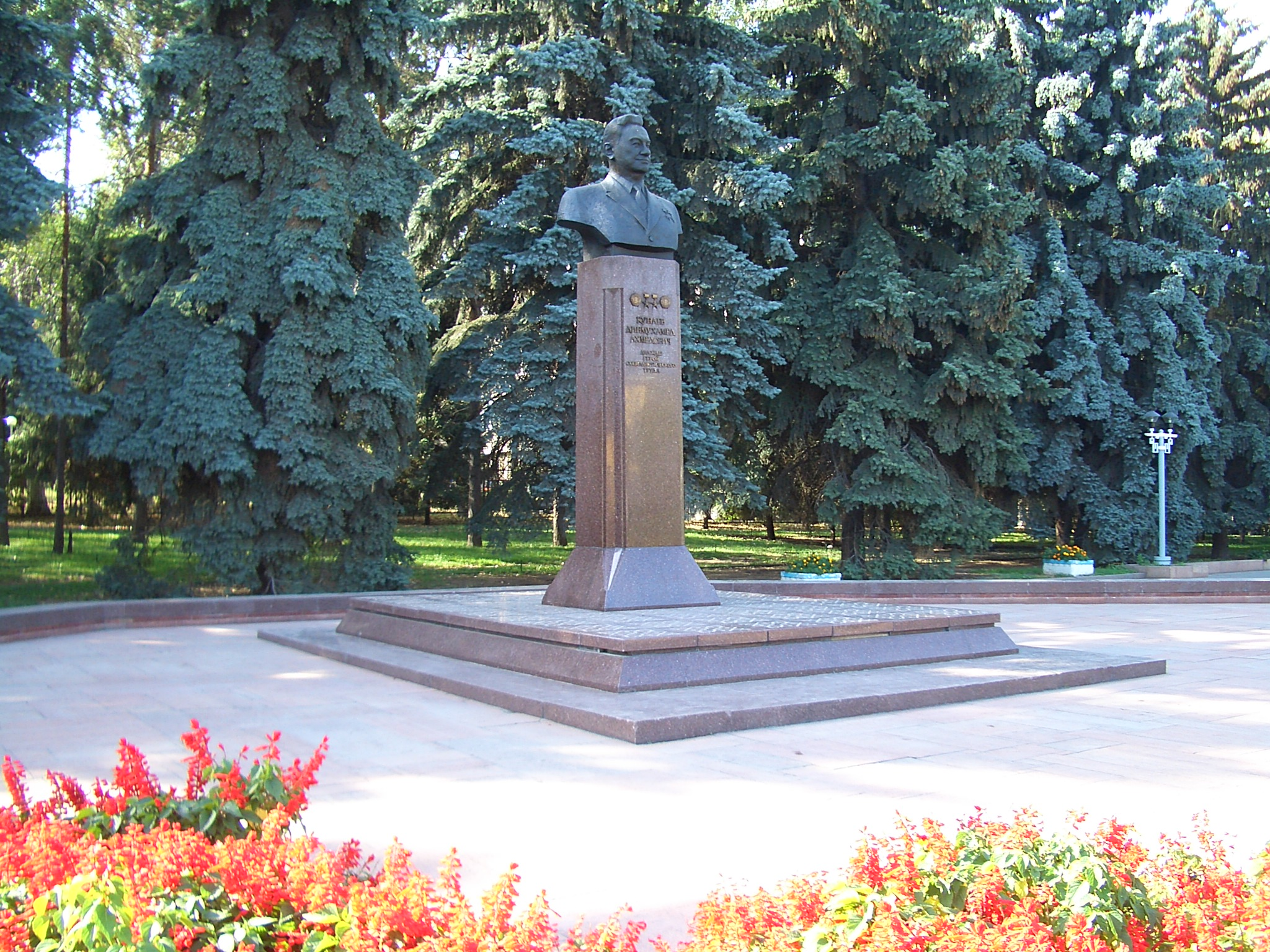
Kunajew-Platz in Almaty

### Jugend und Ausbildung
Qonajew wuchs in einer mittelständischen Familie in Alma-Ata auf. Der Vater war in der Landwirtschaft und dann in einer Handelsorganisation als Büroangestellter tätig. Er besuchte die Almaty Schule Nr. 14 und studierte am Institut für Metallurgie in Moskau und schloss als Maschinenbauingenieur das Studium 1936 ab. 1939 wurde er Chefingenieur in einer Mine von Pribalchaschstroi (russisch Прибалхашстрой), die später in Balchaschzwetmet aufging.

### Politischer Aufstieg
Seit 1939 war Qonajew Mitglied der Kommunistischen Partei.
In der Zeit von 1942 bis 1954 stieg er auf zum Leiter des Büros des Ministerpräsidenten der Kasachischen SSR. In den Jahren 1942, 1951, 1955 und 1959 wurde zudem in den Obersten Sowjet der Kasachischen SSR gewählt.
Von 1960 bis 1962 und von 1964 bis 1986 war er Erster Sekretär des Zentralkomitees der Kommunistischen Partei von Kasachstan. Unter Nikita Chruschtschow verlor er diesen Parteiposten und er erhielt ihn wieder durch Leonid Breschnew. Die Hauptstadt Alma-Ata wurde vom Republikoberhaupt Qonajew begünstigt. Unter ihm erhielt die Stadt im Wesentlichen ihr heutiges Aussehen und wurde zur Millionenmetropole.

### Im Zentrum der Macht
Von 1966 bis 1971 war er Kandidat des Politbüros der KPdSU. 1971 stieg er auf in das höchste politische Gremium der UdSSR, er wurde Vollmitglied im Politbüro der Kommunistischen Partei der Sowjetunion (KPdSU) und zwar in der Zeit vom 9. April 1971 bis zum 28. Januar 1987.
1985 unterstützte er noch die Wahl von Michail Gorbatschow zum Generalsekretär der KPdSU.

### Kritik und politischer Abstieg
Auf Grund verstärkter nationaler Strömungen in Kasachstan verbunden mit heftiger Kritik (u. a. wegen seiner Personalpolitik und auch wegen ungeklärter Annahme von Geld) wurde er von O. Miroschin, 2. Parteisekretär von Kasachstan und von Nursultan Nasarbajew, Ministerpräsident von Kasachstan, kritisiert. Als Anhänger Breschnews schied er unter Gorbatschow bereits am 16. Dezember 1986 und 28. Januar 1987 aus seinen beiden politischen Ämtern aus und wurde sogar der Korruption angeklagt. Deshalb kam es in Alma-Ata zu blutigen antirussischen Unruhen (Scheltoksan-Unruhen), den ersten Zeichen ethnischer Auseinandersetzungen in Kasachstan.
Seine Nachfolger als Erste Sekretäre von Kasachstan wurden von 1986 bis 1989 der russischstämmige Gennadi Kolbin und ab 1989 Nasarbajew, der spätere Präsident des neuen Landes.

## Zitat
„Wie der heutige Präsident ist der von Gorbatschow 1986 geschasste Qonajew für die meisten Kasachen in erster Linie „ein Sohn unserer langen Geschichte, welche auch der Einfall Tschingis-Khans nicht aufhalten konnte, geschweige denn eine Episode wie die Revolution der Bolschewiki“, versucht ein einheimischer Journalist zu erklären.“ von Rotand Heine in der Berliner Zeitung vom 4. März 1994, S. 7 in „Khan Nursultan schiebt die Figuren“

## Ehrungen
- Das Bergbau-Institut und eine Straße in Almaty wurde nach Qonajew benannt. Dort steht eine Büste von ihm.
- In Taraz wurde eine Straße nach im benannt.
- In Taldyqorghan wurde ein Häuserkomplex und eine Schule nach ihm benannt.
- In Taschkent wurde eine Straße nach im benannt.
- Er erhielt drei Mal den Orden Held der sozialistischen Arbeit, acht Mal den Leninorden und den Orden des Roten Banners der Arbeit.